# Boana buriti
Boana buriti é uma espécie de anfíbio da família Hylidae. Endêmica do Brasil, onde pode ser encontrada no estado de Minas Gerais e no Distrito Federal.